# جاي إدوين غانونغ
جاي إدوين غانونغ (بالإنجليزية: J. Edwin Ganong)‏ هو شخصية أعمال أمريكي، ولد في 29 مارس 1866 في بوسطن في الولايات المتحدة، وتوفي في 6 مايو 1944 في تورونتو في كندا.